# اچ‌ام‌ای‌اس نورمن (جی۴۹)
اچ‌ام‌ای‌اس نورمن (جی۴۹) (به انگلیسی: HMAS Norman (G49)) یک کشتی بود که طول آن ۳۵۶ فوت ۶ اینچ (۱۰۸٫۶۶ متر) بود. این کشتی در سال ۱۹۴۰ ساخته شد.